# Burretiodendron umbellatum
Burretiodendron umbellatum är en malvaväxtart som beskrevs av André Joseph Guillaume Henri Kostermans. Burretiodendron umbellatum ingår i släktet Burretiodendron och familjen malvaväxter. Inga underarter finns listade i Catalogue of Life.